# Lasiosmylus newi
Lasiosmylus newi là một loài côn trùng trong họ Osmylidae thuộc bộ Neuroptera. Loài này được Ren & Guo miêu tả năm 1996.